# Jelle van Kruijssen
Jelle van Kruijssen (Eindhoven, 3 juli 1989) is een Nederlands voetballer die doorgaans als aanvaller speelt.

## Loopbaan
Van Kruijssen speelde in de jeugd van de Brabantse amateurclubs DVS en UNA, alvorens hij in 2007 in de jeugdopleiding van Willem II terechtkwam. De aanvaller verliet Willem II in 2010 om te gaan voetballen bij FC Eindhoven. Van Kruijssen maakte zijn debuut in het betaalde voetbal op 27 augustus 2010 tegen Fortuna Sittard. Na drie seizoenen met FC Eindhoven in de Eerste divisie te hebben gespeeld vertrok hij in de zomer van 2013 voor drie maanden naar het Amerikaanse Houston Dutch Lions. Hierna kwam hij nog uit in België voor KFC Zwarte Leeuw, Hoogstraten VV, Berchem Sport, SK Londerzeel en Wezel Sport. Vanaf medio 2024 komt hij uit voor VV UNA.

## Statistieken
| Seizoen | Club                | Wedstrijden | Doelpunten | Competitie                     |
| ------- | ------------------- | ----------- | ---------- | ------------------------------ |
| 2009/10 | Willem II           | 0           | 0          | Eredivisie                     |
| 2010/13 | FC Eindhoven        | 56          | 14         | Jupiler League Eerste divisie  |
| 2013    | Houston Dutch Lions | 12          | 6          | National Premier Soccer League |
| 2013/14 | Zwarte Leeuw        | 23          | 17         | Vierde afdeling C              |
| 2014/15 | Hoogstraten VV      | 32          | 20         | Derde afdeling B               |
| 2015/16 | Berchem Sport       | 34          | 23         | Derde afdeling B               |
| 2016/17 | Berchem Sport       | 27          | 26         | Tweede amateur B               |
| 2017/18 | Berchem Sport       | 15          | 7          | Eerste amateur                 |
| 2018/19 | Berchem Sport       | 28          | 23         | Tweede amateur B               |
| 2019/20 | Berchem Sport       | 18          | 10         | Tweede amateur B               |
| 2020/22 | SK Londerzeel       | 25          | 15         | Tweede amateur B               |
| 2022/24 | FC Wezel Sport      | 27          | 16         | Derde amateur B                |
| Totaal  |                     | 297         | 177        |                                |